# 尼木事件
尼木事件，是1969年6月在中國西藏自治區尼木县爆发的武装暴动。尼木县尼姑赤列曲珍利用宗教，跳神并呼喊口号，带领群众围攻、殴打军队、官员，杀死54人，其中15人是军人，7人是地方干部。

## 背景
文化大革命时期，拉萨形成两个派别，大联指和造总。大联指和造总的斗争不断激化，在1968年长期武斗。1968年6月7日，驻藏军队攻击造总的据点大昭寺和财经大院，造成多人伤亡。1968年9月5日，西藏自治区革命委员会成立，但两派矛盾仍未缓和。
1969年，西藏十多个县發生較大規模的暴力事件，其中有昌都地区丁青县、昌都地区边坝县、日喀則地區各县、拉薩市尼木县、那曲地区比如县。边坝事件中，1969年1月底，邊壩縣一些人制定了“不要共產黨、不要交公糧、不要社會主義”的“三不”綱領，建立「四水六崗衛教軍」和「翻身農奴革命造反司令部」。5月20日，袭击县委机关，打伤干部职工三十余人。6月8日，集中两千余人袭击县委机关，抢走县革委会各办事机构公章。又几次袭击边坝县、区机关和军宣队，抢劫县人武部武器弹药，炸毁军宣队住房，打、抢、烧、杀达十七天，还砍手、剜眼、剖腹等，打伤干部、战士上百名，残害致死干部、战士五十余人。

## 过程
在尼木县，“大联指”占据绝对优势，绝大部分藏族和汉族干部都属于“大联指”。“造总”想夺取尼木县的权力，想利用农民对西藏民主改革的广泛不满：由于主管干部虚报产量，粮食税负过于沉重，此外农民还对禁止宗教活动不满。造总承诺，为每个农民每年保留18藏克（252斤）粮食，并且不会推行农业合作化和人民公社。
尼姑赤列曲珍在1959年西藏民主改革后被迫离开寺院，但仍视自己为尼姑，人们说她有精神问题。1968年4月，尼木“造总”将赤列曲珍吸收为成员。赤列曲珍自称降神师，会预言、降神和打卦，她召唤的主要神灵是格萨尔传说中格萨尔王的姑母、下凡的女神“贡曼杰姆”。赤列曲珍其实从未离开普松。
1968年10至11月，造总组织农民进攻县城，由于这次胜利，农民的粮食负担大为减轻。这同时提高了施展降神仪式来鼓舞农民攻打县城的赤列曲珍的威信。1969年1月，尼木造总领导人召开会议，决定在组织内部和农村使用名称“造反神军”，而对外使用名称“农牧民造反司令部”，张永富为司令，让穷等为副司令。“造总”继续筹划对尼木县城的总攻。
5月，赤列曲珍发表了一份言辞错乱的声明。6月，赤列曲珍的追随者对“内部敌人”进行杀戮和残害，被害者有农民、干部、尼姑等。6月，14名解放军战士组成的宣传队来到帕古宣传“拥军爱民”，让穷决定进攻并杀死解放军，以夺取解放军的武器，虽然解放军没带武器。
1969年6月13日凌晨，让穷率领数百名藏族群众，一路呼喊口號，有人明确打出了“西藏独立”的口号，包围了尼木县帕古区政府大楼，杀死军队和干部22人。6月14日，让穷率领八百农民进攻中队大院，由于解放军开火反击，所有农民都逃离了县城。6月21日在尼姑廟殺掉基层干部13人。:188
因为杀了解放军，这一事件当即被中共定性为“反革命叛乱”。6月15日，中国人民解放军驻藏军队，接到中央军委去尼木鎮壓的命令。6月19日，53团一千多军队到达尼木县。当晚，尼木县造总向普松造总秘密发出一封信，预警一千多军队已经到来。军队到普松、帕古等地展开镇压。6月21日，军队活捉赤列曲珍，余部逃窜、隐蔽，让穷成功逃走，不知去向。
政府让农民缴纳1968年欠下的和1969年的粮食税，政府按照丰收年1967年的产量征收粮食，并推行农业合作化，很多家庭遭受严重饥饿。“大联指”重新上台，对“造总”成员进行报复。
1970年初，西藏政府对“尼木反革命叛乱”进行了宣判，赤列曲珍等20余人被判處枪决。官方文件指出，造反者共杀死54人，其中15人是军人，7人是地方干部，自身有57人死亡，另有16人自杀，34人被处决，28人被判处监禁。
1971年，支持“大联指”的任荣担任西藏领导人，任荣指示重新调查尼木事件，抓捕了尼木造总领导人、尼木县革委会副主任张永富，将数十名尼木“造总”骨干送往拉萨参加“学习班”。1972年，尼木“造总”被正式定性为“集团犯罪”。张永富被判刑八年。1980年，随着邓小平上台和拨乱反正，政府重新调查尼木事件，将参与者的数量从499人减少为74人，张永富等425人被平反。1985至1986年再次复查，使尼木事件从“反革命叛乱”改为“反革命杀人事件”。
中華人民共和國政府將死于尼木事件的官方人員葬在尼木烈士陵园。

## 性质
中华人民共和国官方最初称为“反革命武装叛乱”，但中国共产党内有人辩称这是两方造反派的冲突，而非类似1959年藏区骚乱的叛乱。1987年改定为“反革命杀人事件”。藏學家梅爾文·戈爾斯坦指出，尼木事件从根本上不是藏族和汉族的对抗，而是文革中對立的造反派之間的衝突。
藏学家华伦·W·史密斯《西藏民族》认为，尼木事件是藏族反对汉族的暴动。罗伯·巴聂特、茨仁夏加、希尔德加德·迪姆贝格尔（Hildegard Diemberger）也认为尼木事件是反对中国政府的暴动。藏族作家唯色指出，事件中許多手無寸鐵的解放軍被突襲殺死，主要分子是「翻身農奴」，事件不能用造反派武鬥來解釋，而是反抗中共政權。王力雄认为1969年西藏的暴动是反对农业合作化，受到茨仁夏加反驳。